# 薇比亞·薩比娜
薇比亞·薩比娜（Vibia Sabina，83年8月13日—136/137年）是羅馬帝國皇后，皇帝哈德良的妻子。她的父親是羅馬元老院成員盧基烏斯·維比烏斯·薩比努斯，母親則是薩洛妮亞·瑪提迪雅，前任皇帝圖拉真的外甥女。

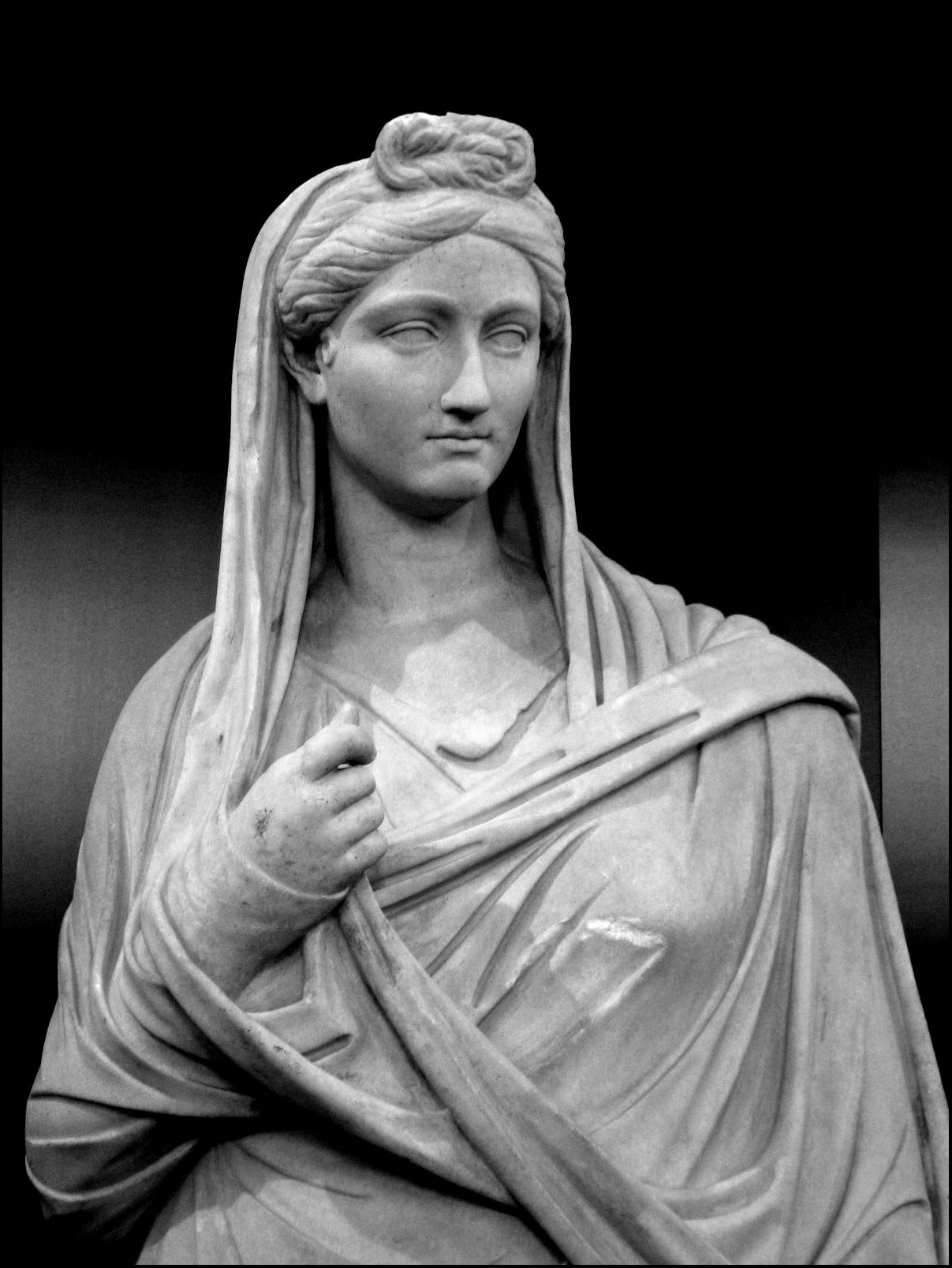
薇比亞·薩比娜